# Matt Dallas
Pour les articles homonymes, voir Dallas (homonymie).
Matt Dallas, né Matthew Joseph Dallas le 21 octobre 1982 à Phoenix en Arizona, est un acteur américain.

## Biographie

### Enfance et études
Né à Phoenix en Arizona, issu d'une famille de comédiens, Matthew Joseph Dallas, aîné de deux frères, songe dès l'âge de douze ans à une carrière d'acteur grâce à sa grand-mère qui l'a conduit à une audition pour une production théâtrale The Ugly Ducklin (Le Vilain Petit Canard), décrochant le rôle de Gander, un jeune adolescent pur, ingénu limite naïf.
À Scottsdale en Arizona, il s'inscrit dans un groupe de théâtre afin d'apprivoiser l'art de l'interprétation. Après le lycée, à dix-huit ans, il quitte sa terre natale pour s'installer à Los Angeles afin d'y accomplir son rêve. Longtemps, il gravite autour de la sphère du showbiz sans pour autant trouver chaussure à son pied.

### Carrière
Après quelques brèves apparitions dans des films à petit budget ainsi que dans un épisode d'Entourage intitulé Chinatown en 2005, Matt Dallas décroche le rôle-titre de la série Kyle XY. La série a un succès inattendu, et il tiendra ce rôle pendant trois saisons jusqu'en mars 2009, où ABC Family annule la série.
Il joue avec Mischa Barton en 2005 dans le clip de Goodbye My Lover du chanteur James Blunt, réalisé par Sam Brown. Il travaillera ensuite avec Melina Matsoukas en 2008 pour la version commerciale Thinking of You de Katy Perry.
Dallas interprète le petit ami d'une jeune étudiante dans le film d'horreur Babysitter Wanted de Jonas Barnes et Michael Manasseri, sorti en 2008. L'année suivante, il incarne le petit-ami de Roxanne « Roxie » Torcoletti (joué par Rebecca Romijn) dans les sept premiers épisodes de la série Les Mystères d'Eastwick. En 2013, il interprète le petit ami de Riley dans la saison 2 de Baby Daddy, dans laquelle il retrouve Jean-Luc Bilodeau, avec lequel il avait déjà joué dans Kyle XY.
En 2018, Dallas obtient le rôle d'un pasteur John dans le blockbuster Along Came the Devil.
L'année 2019 se voit marquée par sa participation au téléfilm La fille toxique de mon mari.
En 2023, il est l'un des nombreux personnages du film Shoulder Dance.

### Vie privée
En janvier 2013, il fait son coming out sur Twitter et annonce qu'il est fiancé au musicien Blue Hamilton, qu'il épouse le dimanche 5 juillet 2015.
Le mardi 22 décembre 2015, par le biais d'une vidéo youtube intitulée « Welcome To Our Pride », Matt Dallas et son mari Blue Hamilton annoncent avoir adopté un petit garçon de 2 ans, nommé Crow.

## Filmographie

### Cinéma
- 2005 : Way of the Vampire de Sarah Nean Bruce et Eduardo Durão : Todd
- 2005 : Camp Daze d'Alex Pucci : Mario
- 2005 : Wannabe de Richard Keith : Un danseur
- 2006 : Living the Dream d'Allan Fiterman et Christian Schoyen : Michael
- 2007 : The Indian de James R. Gorrie : Danny
- 2008 : Babysitter Wanted de Jonas Barnes et Michael Manasseri : Rick
- 2010 : Dark Side de Jonathan Mossek : Jake
- 2011 : You, Me and The Circus de Ty Hodges : Max
- 2011 : Wyatt Earp's Revenge de Michael Feifer : Bat Masterson
- 2013 : The Ghost of Goodnight Lane de Alin Bijan : Ben
- 2014 : 1%ERS : Ryan
- 2016 : Where Are You, Bobby Browning? : Bonny Browning
- 2016 : Tell Me Your Name : Pasteur John
- 2016 : Alaska Is a Drag : Declan
- 2017 : Painted Woman : Frank "Kentucky" Dean
- 2023 : Soulder Dancer : Ira

### Court-métrage
- 2006 : Shugar Shank : Evan
- 2010 : In Between Days : Ashley

### Télévision

#### Série télévisée
- 2005 : Entourage : un modèle
- 2006 - 2009 : Kyle XY : Kyle
- 2009 : Les Mystères d'Eastwick : Chad
- 2013 : Baby Daddy : Fitch
- 2015 : Anne & Jake : Jake

#### Téléfilm
- 2010 : Love and The City (Beauty & the Briefcase) : Seth
- 2012 : La Liste du Père Noël (Naughty Or Nice) de David Mackay : Lance Leigh
- 2019 : La fille toxique de mon mari (A Daughter's Plan to Kill) de Ian Niles : Greg

### Clips vidéo
- 2004 : Geek Love, Fannius III
- 2005 : Goodbye My Lover, James Blunt
- 2009 : Thinking of You, Katy Perry